# Brad (banda)
Brad es un grupo formado por amigos de Seattle que eran músicos, incluyendo a Stone Gossard de Pearl Jam. Frecuentemente considerado como un proyecto paralelo de Gossard, Brad tiene un sonido propio, debido a la amplia variedad de sus influencias. Las características voces de Shawn Smith (cantante también en Pigeonhead y Satchel) son uno de los factores principales de su sonido.
Brad se formó oficialmente en 1993, aunque los músicos ya habían estado tocando juntos desde mucho antes, con la edición de su primer álbum de estudio: Shame. Grabado en 20 días, muchas de las tomas fueron extraídas de improvisaciones en el propio estudio de grabación. Shame es una mezcla eléctrica de estilos y un disco crudo y visceral. Su tema "20th Century" fue un éxito menor en el Reino Unido.
Su continuación, Interiors (1997), estaba mucho más pulido, y se le acompañó de un tour por los Estados Unidos el mismo año de su publicación. También giraron por Australia y Nueva Zelanda en 1998. El sencillo de Interiors "The Day Brings" contaba con Shawn Smith al piano y Stone Gossard a la guitarra principal.
En 2002 grabaron un tercer álbum, titulado Welcome to Discovery Park, mezcla de la crudeza de Shame y el sonido pulido y producido de Interiors. Actualmente la banda trabaja en su cuarto álbum. En 2005 se editó un álbum de temas inéditos e incompletos de Satchel y Brad titulado Brad vs. Satchel.

## Miembros
- Stone Gossard - guitarra
- Regan Hagar - batería
- Mike Berg - bajo
- Shawn Smith - voces y teclados
- Jeremy Toback - bajo

### Otros miembros
- Matt Brown - Guitarra, Teclado
- Elizabeth Pupo-Walker
- Thaddeus Turner
- James Hall

## Discografía

### Álbumes
- Shame (1993)
- Interiors (1997)
- Welcome to Discovery Park (2002)
- Brad vs Satchel (2005)
- Best Friends (2010)
- United We Stand (2012)
- In the Moment that You're Born (2023)

### Sencillos
- "Screen" / "Buttercup" (1993)
- "20th Century" (1993)
- "The Day Brings" (1997)
- "Secret Girl" (1997)
- "Revolution" (2003)
- "La La La" (2003, solo como promoción)
- "Shinin'" (2003, solo como promoción)
- "In The Moment That You're Born" (2023)